# Obelisco do Elefante
Obelisco do Elefante (em italiano:  Obelisco della Minerva ou Pulcino della Minerva), chamado também de Minerveo, é uma escultura projetada pelo artista italiano Gian Lorenzo Bernini localizada em Roma, Itália. O elefante foi provavelmente executado por seu assistente Ercole Ferrata e o obelisco é um antigo monumento egípcio encontrado no claustro do convento dominicano nas imediações. A obra foi entregue em fevereiro de 1667 e instalada na Piazza della Minerva, bem em frente a Santa Maria sopra Minerva, onde ainda está.
A imagem possivelmente é uma referência à "Hypnerotomachia Polyphili" de 1499. Vários desenhos preparatórios feitos por Bernini ainda existem. Uma versão, no Castelo de Windsor, foi feita provavelmente na década de 1630, quando o cardeal Francesco Barberini demonstrou interesse em colocar um obelisco egípcio em frente ao palácio de sua família, o Palazzo Barberini. Nada resultou deste projeto, mas Bernini reviveu a ideia na década de 1660, quando o papa Alexandre VII, Fabio Chigi, revelou que queria um monumento similar depois de outro obelisco egípcio ter sido descoberto.
Vários outros conceitos foram explorados para esta última encomenda, como demonstram os desenhos preparatórios de Bernini. É provável que eles tenha sido utilizados para que o patrocinador pudesse decidir o que queria. Entre os projetos estava uma versão (atualmente em Leipzig) de uma alegoria do "Tempo" segurando uma foice e, simultaneamente, um obelisco. Na Biblioteca Vaticana há dois desenhos com outras figuras segurando o obelisco, incluindo Hércules e outra, com várias figuras alegóricas segurando o obelisco. Uma terceira versão na Biblioteca Vaticana revela Bernini adaptando o conceito que criou na década de 1630, desta vez com uma base maior, a direção apontada pelo elefante alterada e sua face mais amigável que feroz.
Esta seria a última obra encomendada pelo papa Alexandre VII a Bernini, pois ele morreria em maio de 1667. Foi seguido pelo papa Clemente IX.

## Galeria

Imagens do obelisco
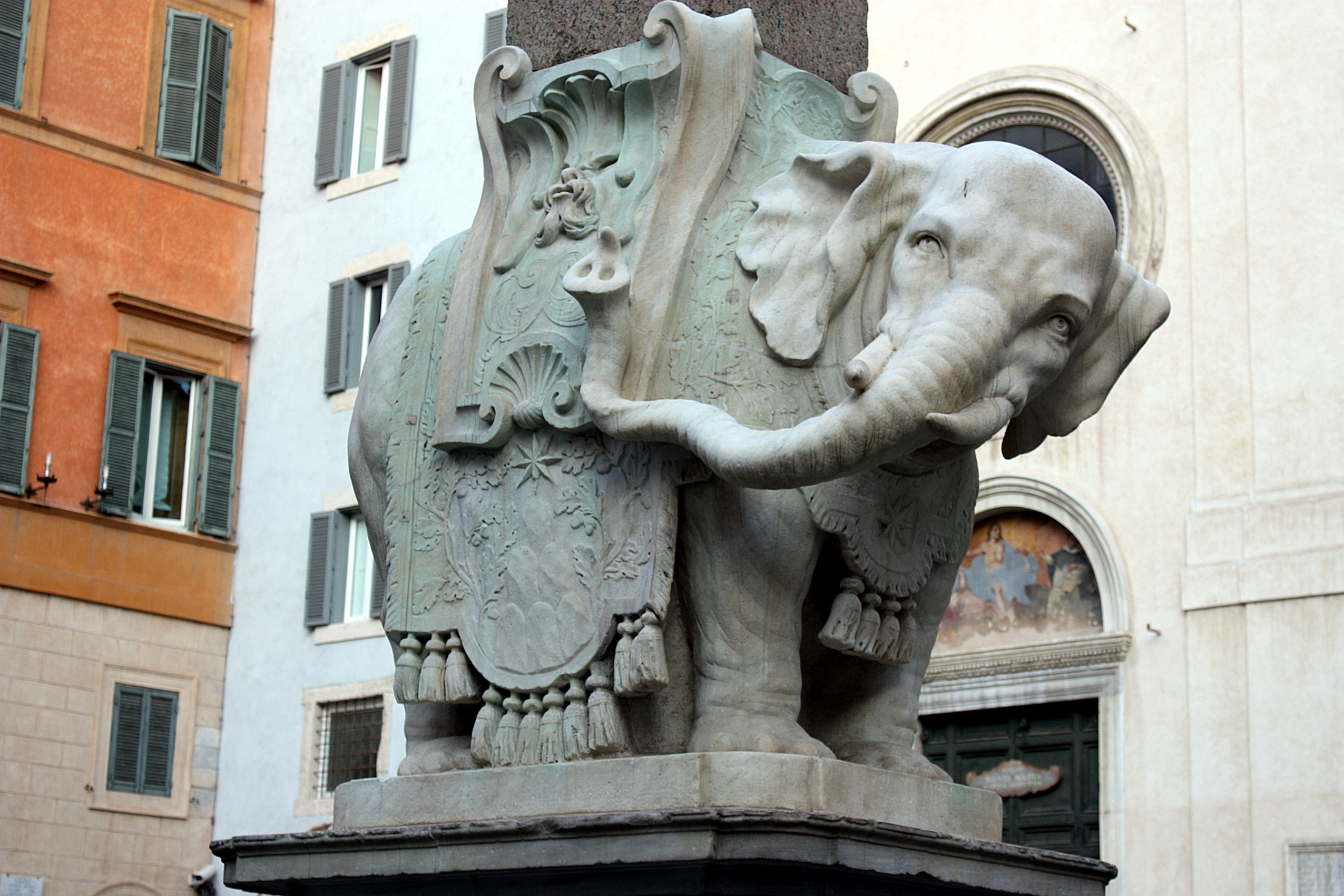
Detalhe do elefante, chamado de Il pulcino ("O porco") pelos romanos.
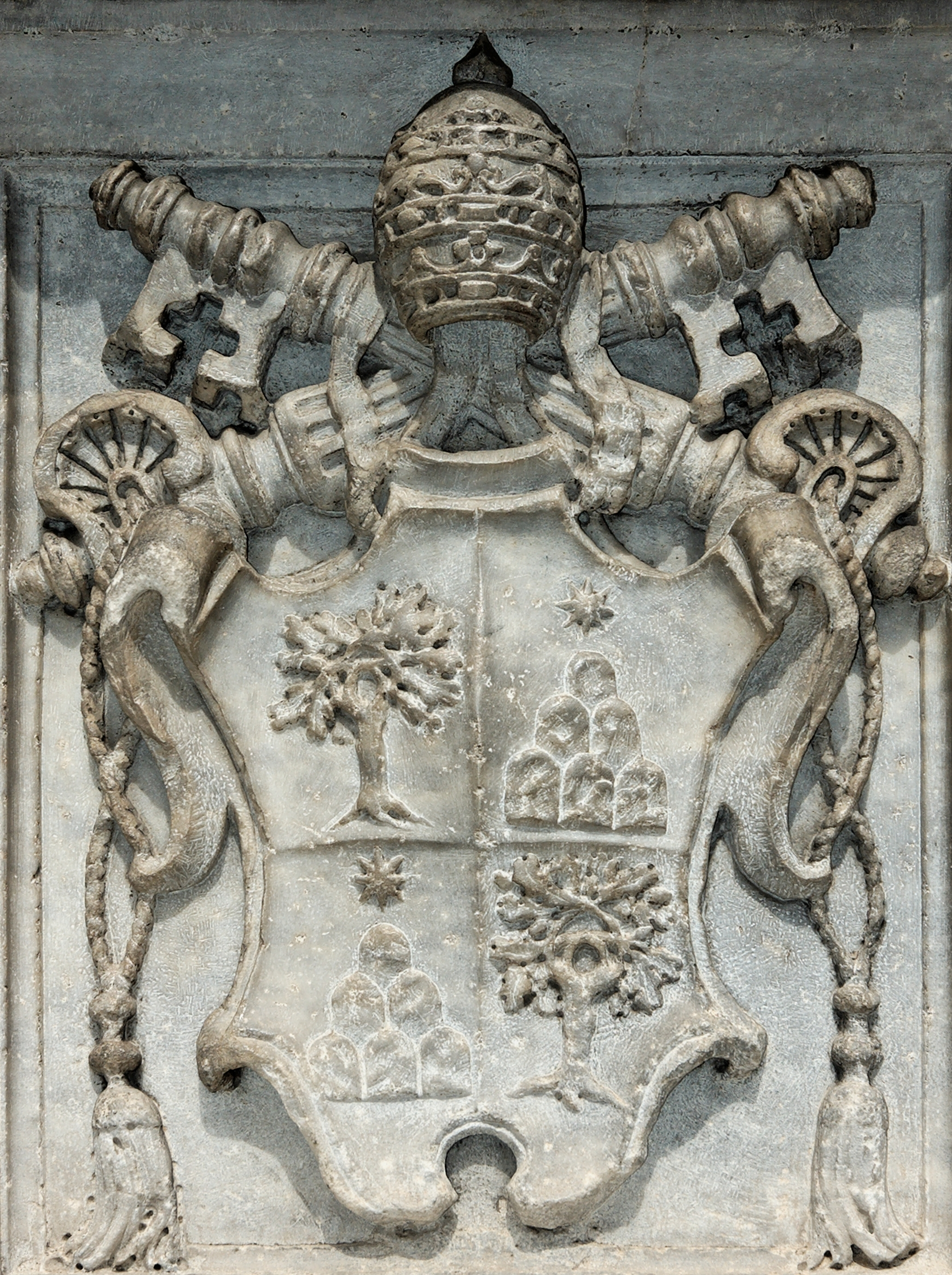
Brasão de Alexandre VII Chigi.
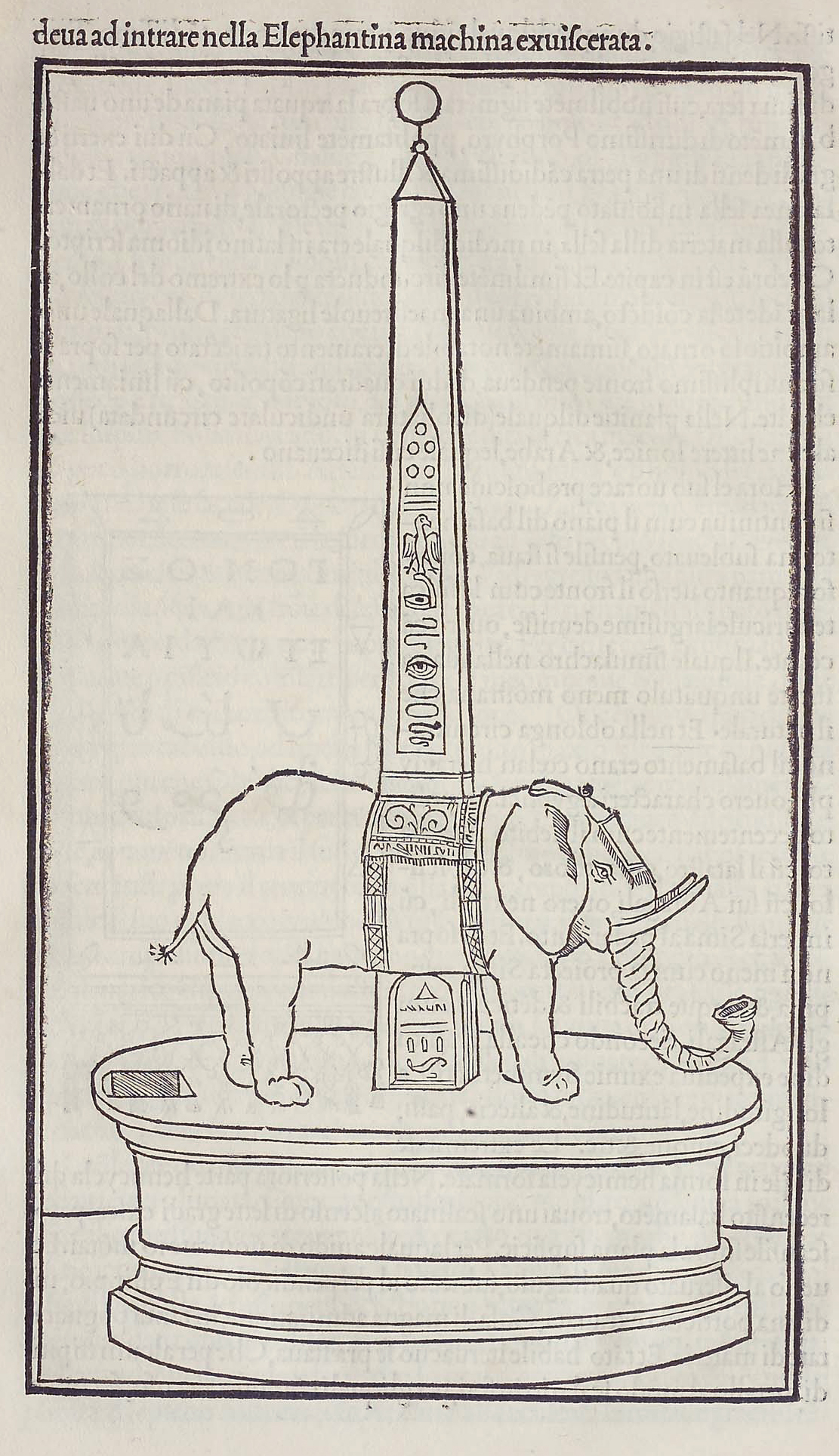
Gravura na "Hypnerotomachia Polyphili" que inspirou Bernini.
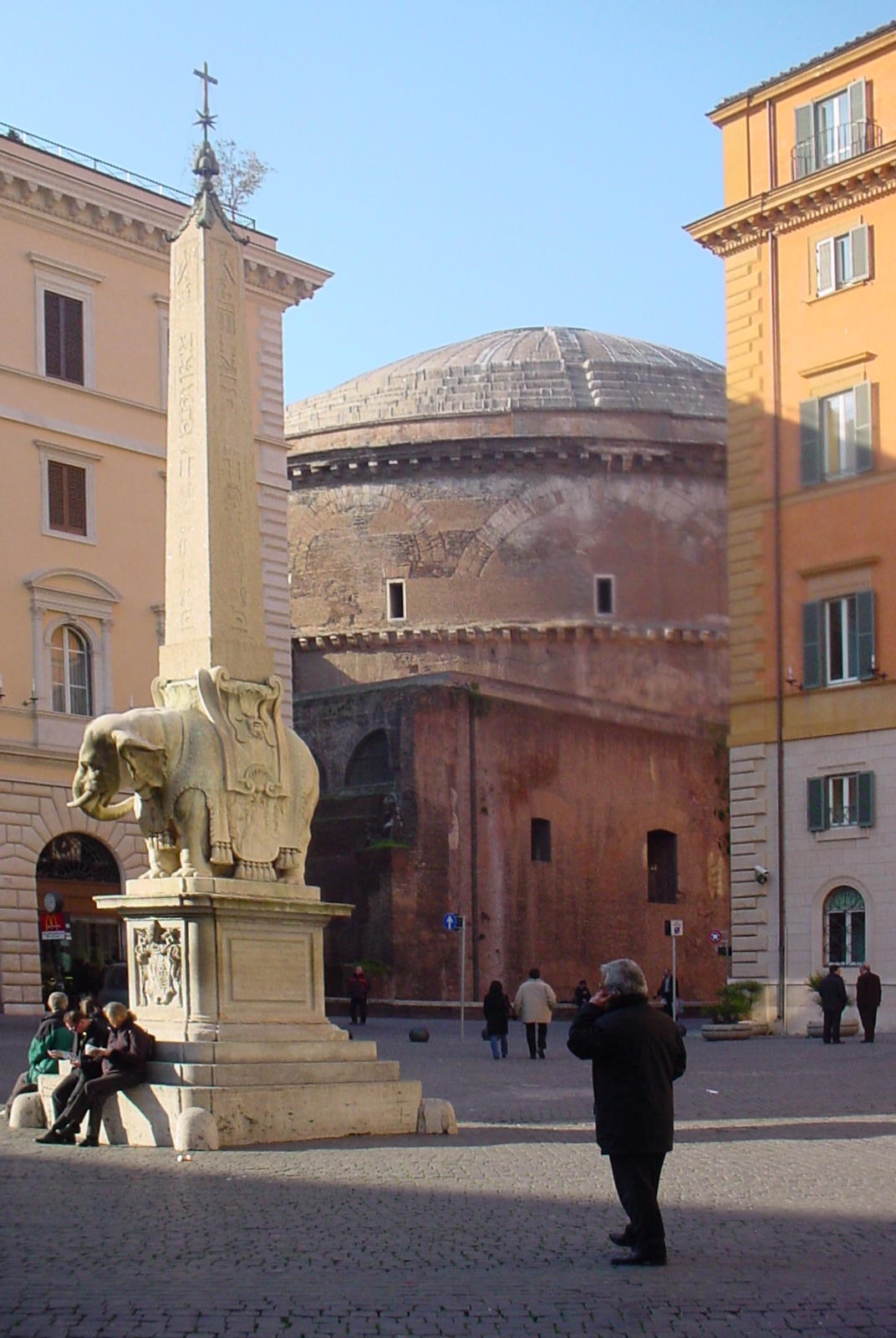
Vista do lado esquerdo, com o Panteão ao fundo.